# لیویا سوپرانو
لیویا سوپرانو (انگلیسی: Livia Soprano) یک شخصیت خیالی در سریال تلویزیونی خانواده سوپرانو محصول شبکه اچ‌بی‌او است. این شخصیت توسط نانسی مرشان به تصویر کشیده شده است. او در سریال نقش مادر تونی سوپرانو را بر عهده دارد. لیویای جوان با بازی لیلا رابینز و بعداً توسط لوری جی ویلیامز، گاهی در فلاش بک‌های سریال دیده می‌شود. خالق سریال دیوید چیس بیان کرده است که الهام بخش اصلی خلق این شخصیت مادر خودش بوده است. ورا فارمیگا نقش یک لیویا سوپرانوی جوان را در فیلم پیش‌درآمد قدیسان فراوان نیوآرک محصول ۲۰۲۱ بازی می‌کند. در سال ۲۰۱۶، نشریه رولینگ استون او را در رتبه سوم از بین «۴۰ شرور بزرگ تلویزیونی تمام دوران» قرار داد.

## مشخصات شخصیتی
لیویا پولیو در پروویدنس، رود آیلند در خانواده ترزا و فاوستینو «اوگی» پولیو، مهاجران ایتالیایی از آولینو به دنیا آمد. دوران کودکی لیویا در فقر و بدبختی گذشت و ازدواج او با جانی سوپرانوی سرسخت و کاریزماتیک بلیت خروج لیویا از خانه والدینش بود. آنها با هم صاحب سه فرزند شدند: جنیس، تونی و باربارا. او همچنین سالها پس از تولد کوچک‌ترین فرزندش دچار سقط جنین شد و نزدیک بود بر اثر خونریزی شدید جان خود را از دست دهد. زندگی به عنوان یک زن خانه‌دار برای لیویا ناموفق بود و او احساس می‌کرد که تحت تأثیر سه فرزندش قرار گرفته و شوهر خیانتکارش از او قدردانی کافی نمی‌کند. لیویا سوپرانوی کنترل‌گر، فریبکار و خودشیفته ظاهراً جز با تلخ‌کام کردن اطرافیانش از زندگی لذت چندانی نمی‌برد. در روز عروسی پسرش، او به عروس جدیدش کارملا گفت که ازدواج با تونی یک اشتباه است و در نهایت تونی از او خسته خواهد شد. دختر بزرگترش جنیس هنگامی که ۱۸ ساله بود به ساحل غربی نقل مکان کرد و دختر کوچکترش باربارا با فرزند یک خانواده موفق در نیویورک ازدواج کرد. این امر باعث شد تا تونی به تنهایی مسئولیت مراقبت از لیویا را پس از مرگ جانی بر عهده بگیرد. با بالا رفتن سن، رفتارها و وضعیت روحی او بدتر می‌شود. دکتر جنیفر ملفی معتقد است که لیویا به اختلال شخصیت خودشیفته یا اختلال شخصیت مرزی تشخیص داده‌نشده مبتلا است.
زمانی که اسناد اف‌بی‌آی توطئه لیویا و جونیور سوپرانو علیه تونی را افشا می‌کند، تونی تصمیم به انتقام از مادرش می‌گیرد. نقشه او برای انتقام زمانی خنثی می‌شود که لیویا دچار سکته مغزی می‌شود (که گفته می‌شود ناشی از خشم سرکوب شده است) و به بیمارستان منتقل می‌شود. به نظر می‌رسد تونی آماده است تا او را با یک بالش خفه کند، اما او را سریع به اورژانس می‌برند. سپس تونی علناً او را تهدید به کشتن می‌کند و به او اطلاع می‌دهد که از توطئه او با جونیور از طریق اف‌بی‌آی آگاه شده است. با این حال، تونی در نهایت به قطع ارتباط با او رضایت می‌دهد. در فصل دوم، دختر لیویا، جنیس، به نیوجرسی بازمی‌گردد. او در خانه لیویا اقامت می‌کند و تونی را متقاعد می‌کند که خانه را نفروشد و در عوض به او اجازه دهد که از لیویا مراقبت کند. لیویا به نگرانی ناگهانی جانیس برای سلامتی خود مشکوک است و به درستی حدس می‌زند که جانیس دارای انگیزه‌های پنهانی است. در حالی که تونی و کارملا از هرگونه تماس با لیویا اجتناب می‌کنند، فرزندانشان میدو و ای‌جی هنوز مادربزرگ خود را ملاقات می‌کنند. تونی یک پرستار خانگی را برای مراقبت از لیویا استخدام می‌کند اما لیویا بلافاصله پس از سکته مغزی دیگر می‌میرد. لیویا در چند فلاش بک بعد از آن به عنوان یک زن جوان ظاهر می‌شود، و همچنین به‌طور مکرر در سریال به او اشاره می‌شود، در حالی که تونی هنوز احساسات خود را نسبت به او حل نکرده است.

## ریشه شخصیت
دیوید چیس لیویا را بر اساس شخصیت مادر خودش، نورما چیس خلق کرده است. او مادرش را فردی پارانوئید، بدسرپرست، تند زبان و نادیده گیرنده دستاوردهای شغلی پسرش توصیف کرد. بسیاری از خطوط به یاد ماندنی لیویا مانند «بیچاره تو»، «دختران در مراقبت از مادرشان بهتر از پسران هستند» و «یک خلال دندان» نقل قول‌های مستقیم از نورما چیس هستند. مانند تونی سوپرانو، دیوید چیس سال‌ها مشغول روان‌درمانی برای برای رفع سوءتاثیرات رفتار مادرش بر شخصیت خود بوده است. چیس همچنین از رمان «من، کلودیوس» در سال ۱۹۳۴ بسیار سخن گفته و آن را یکی از آثار داستانی مورد علاقه خود می‌داند. در حالی که چیس از تأیید هرگونه ارتباط مستقیم خودداری کرده و ادعا می‌کند که از نام خاله خود برای این شخصیت استفاده کرده است، بسیاری شخصیت ماکیاولیستی لیویا سوپرانو را با مادربزرگ کلودیوس، لیویا دروسیلا مقایسه کرده‌اند.